# Platyphasia princeps
Platyphasia princeps is een tweevleugelige uit de familie langpootmuggen (Tipulidae). De soort komt voor in het Australaziatisch gebied.